# Эберт, Фридрих Адольф
Фридрих Адольф Эберт (9 июля 1791, Тауха — 13 ноября 1834, Дрезден) — немецкий писатель, библиограф, библиотековед. Доктор наук. Считается одним из основателей библиотечной науки.

## Биография
Родился в семье лютеранского пастора. В пятнадцатилетнем возрасте начал работать помощником городского библиотекаря Лейпцига . Изучал теологию в Лейпцигском университете, затем учился в университете Виттенберга, где в 1812 году получил степень доктора наук.
В 1813 году стал сотрудником Лейпцигской университетской библиотеки, а в 1814 году был назначен секретарём Дрезденской королевской публичной библиотеки. В том же году опубликовал работу «Жизнь и труды Ф. Таубмана» (нем. F. Taubmanns Leben und Verdienste).
С 1819 года сотрудничал с Monumenta Germaniae Historica. Принимал участие в редактировании Энциклопедии Эрша и Грубера.
Богатые библиотечные ресурсы Дрездена позволили ему составить свой основной труд «Allgemeines bibliographisches Lexikon», первый том которого появился в 1821 году, а второй в 1830 году. Это была первая такая работа в Германии — аннотированный алфавитный свод 24 тысяч ценных и редких книг, в предисловии к которому он изложил свои теоретические воззрения на библиографию.
С 1823 по 1825 год Эберт был библиотекарем в Вольфенбюттеле. в 1827 году он вернулся в Дрезден, где стал главным библиотекарем Дрезденской королевской публичной библиотеки, коллекция которой в то время насчитывала почти 500 000 томов.
Автор пособия «Образование библиотекаря» в 3 томах («Die Bildung des Bibliothekars», 1820—1827, переизд. 1958); исследования «История и описание Королевской публичной библиотеки в Дрездене» («Geschichte und Beschreibung der Königlichen öffentlichen Bibliothek zu Dresden», 1822).
Его сын Адольф Эберт (1820—1890), филолог-романист, историк литературы.
Умер в Дрездене 13 ноября 1834 года в результате падения с лестницы в своей библиотеке.

## Основные труды
- «Die Bildung des Bibliothekars» (1820);
- «Geschichte und Beschreibung der königlichen Bibliothek in Dresden» (1822);
- «Allgemeines bibliographisches Lexikon» (1821—1830);
- «Zur Handschriftkunde» (1825);
- «Die Culturperioden des obersächsischen Mittelalters» (1825);
- «Ueberlieferungen zur Geschichte der Vor- und Mitwelt» (1825—26) и др.